# Straty mocy

Straty mocy obniżają sprawność układu (procesu)

Straty mocy jest to zjawisko fizyczne polegające na traceniu części energii przetwarzanej przez dany układ, dlatego też ma ono bezpośrednie powiązanie ze sprawnością układu.
Straty mocy (a więc i energii) wywoływane są przez szereg czynników: straty histerezowe, tarcie mechaniczne, promieniowanie (cieplne, elektromagnetyczne), itp.
Występowanie strat mocy skutkuje najczęściej powstawaniem ciepła wewnątrz przetwornika energii. Dlatego też straty mocy muszą być uwzględnione nie tylko w procesie projektowania danego urządzenia, ale również podczas jego eksploatacji. 
W przypadku materiałów konstrukcyjnych straty mocy są ściśle związane ze strukturą i typem materiału. W wielu przypadkach straty mocy są podawane jako jeden z parametrów charakteryzujących dany materiał, a nawet ich wartość może zostać użyta jako kryterium kategoryzacji produktów, tak jak to ma miejsce np. dla blach elektrotechnicznych.